# Габор Демський
Ґабор Демські (угор. Gábor Demszky; нар. 4 серпня 1952, Будапешт) — угорський політик, юрист і соціолог. Демський був мером Будапешта з 1990 по 2010 рік. Входить до партії «Альянс вільних демократів». Був діячем угорського опозиційного руху 1980-х років, мером Будапешта в 1990-2010 роках та депутатом Європарламенту в 2004 році.
Отримав звання соціолога в Університеті Етвоша Лоранда.